# مرلین نولدن
مرلین نولدن (انگلیسی: Marilyn Knowlden؛ زادهٔ ۱۲ مهٔ ۱۹۲۶) بازیگر خردسال اهل ایالات متحده آمریکا است.
از فیلم‌ها یا برنامه‌های تلویزیونی که وی در آن نقش داشته‌است، می‌توان به زنان کوچک، تقلید زندگی، قایق نمایش، آنتونی ادورس، فرشتگانی با چهره‌های کثیف، همه اینها به‌همراه بهشت، بینوایان، دیوید کاپرفیلد و ماری آنتوانت اشاره کرد.